# エリク12世 (スウェーデン王)
エリク12世マグヌソン（Erik XII Magnusson, 1339年 - 1359年6月21日）は、スウェーデン王。1356年から1359年まで父スウェーデン・ノルウェー王マグヌス4世（7世）と共同の王位に就いた。母はナミュール侯ジャン1世の娘ブランカ。弟はノルウェー王ホーコン6世。

## 生涯
1343年、エリクはスウェーデン王位の、弟ホーコン6世はノルウェー王位の継承者にそれぞれ定められた。1355年に神聖ローマ皇帝およびバイエルン公ルートヴィヒ4世の娘ベアトリクスと結婚した。
弟ホーコンは1355年にノルウェー王として親政を開始し、これによりスウェーデンとノルウェーの同君連合は解消された。1356年に起きたスウェーデン貴族らの反乱により、父マグヌス4世はエリクにスコーネとフィンランドの大部分を支配させることを余儀なくされた。1359年にスウェーデンの共同統治が再び確立され父子は和解し、その数か月後にエリクが死去するまでスウェーデンを共同統治した。1359年6月21日にエリクは死去し、その半年後に妃ベアトリクスも死去した。両者とも黒死病で死去したと考えられているが、両親による毒殺ともいわれている。
1364年に父マグヌス4世が死去し、スウェーデン王位は従兄弟メクレンブルク公アルブレヒト3世が継承することとなる。